# Viola polysecta
Viola polysecta är en violväxtart som beskrevs av Takenoshin Nakai. Viola polysecta ingår i släktet violer, och familjen violväxter. Inga underarter finns listade i Catalogue of Life.